# Estrofia
En la mitología griega Estrofia (en griego Στροφίη, Strophíe) es una ninfa náyade, hija del dios fluvial Ismeno de negros guijarros. Se dice que Ismeno, temiendo la cólera de Hera, y llevando de la mano a sus hijas Dirce y Estrofia, rechazo la petición de auxilio de Leto, mientras esta se encontraba por tierras aonias. Estrofia estaba asociada al manantial del monte Citerón al que daba nombre, cerca de Tebas y del río Ismeno, llamado así por su padre. Junto con la que presidía su hermana Dirce, eran las dos fuentes principales de la región.